# Robecco Pavese
Robecco Pavese (Rubèch in dialetto oltrepadano) è un comune italiano di 500 abitanti della provincia di Pavia in Lombardia. Si trova nella pianura dell'Oltrepò Pavese, presso il torrente Rile San Zeno.

## Storia
Robecco si sviluppò nel medioevo in una zona interessata dalla centuriazione della campagna della romana Clastidium (Casteggio). Le prime notizie risalgono al XIII secolo, quando era una dipendenza di un più antico paese detto Salabolonum, di probabile origine longobarda: rebechum indicava infatti un piccolo castello, avamposto di uno maggiore. Dopo la decadenza di Salabolonum, Robecco divenne il paese principale. Fece parte probabilmente della podesteria di Casteggio, e nel XIV secolo i Beccaria di Pavia ne fortificarono il castello, da cui potevano controllare il comune casteggiano, e nel secolo successivo resero Robecco un feudo autonomo, potendolo conservare nonostante i feroci contrasti tra Castellino e Fiorello Beccaria di Robecco e i Visconti. Ai Beccaria rimase fino al XVIII secolo, quando il feudo passò ai Balbi e infine ai Belcredi, appena prima della fine del regime feudale (1797).

### Simboli
Lo stemma e il gonfalone sono stati concessi con decreto del presidente della Repubblica dell'11 giugno 1997.
Il gonfalone è un drappo partito di bianco e di rosso.

## Società

### Evoluzione demografica
Abitanti censiti